# Den 29. Razzie-Uddeling
Den 29. Razzie-uddeling blev afholdt 21. februar 2009 på Barnsdall Gallery Theatre i Hollywood i Californien, og var en markering af de værste filme fra 2008. Nomineringerne blev afsløret 21. januar, en dag før nomineringerne til den 81. Oscar-uddeling blev avsløret. Som traditionen for Razzie-uddelingen er, blev også ceremonien afholdt èn dag før Oscar-ceremonien fandt sted.
Den mest nominerede film fra 2008 var The Love Guru, med hele syv nomineringer. Uwe Bolls fiaskofilm In the Name of the King: A Dungeon Siege Tale, som er baseret på videospillet Dungeon Seige, og som indtjente under fem millioner dollars på et 60 millioner dollars budget, var en af hovedfaktorene for at Boll blev valgt ud til at modtage den første «Worst Career Achievement»-pris siden den syvende Razzie-utdelingen.
Paris Hilton vant tre priser under den 29. Razzie-uddeling, for «værste skuespillerinde», «værste par på skærmen» og for «værste kvinnelige birolle». Uwe Boll vant prisen for «værste instruktør» i tillæg til æresprisen for «værste karrierevalg». De mestvindende film var The Love Guru og The Hottie and the Nottie, begge med 3 priser hver.
Nedenfor er alle de nominerede film listet op, med «vinderne» udhævet i fed skrift:

## Værste film
The Love Guru
- Disaster Movie og Meet the Spartans (nomineret sammen)
- The Happening
- The Hottie and the Nottie
- In the Name of the King: A Dungeon Siege Tale

## Værste skuespiller
Mike Myers for The Love Guru
- Larry the Cable Guy for Witless Protection
- Eddie Murphy for Meet Dave
- Al Pacino for 88 Minutes og Righteous Kill
- Mark Wahlberg for The Happening og Max Payne

## Værste skuespillerinde
Paris Hilton for The Hottie and the Nottie
- Jessica Alba for The Eye og The Love Guru
- Cameron Diaz for What Happens in Vegas
- Kate Hudson for Fool's Gold og My Best Friend's Girl
- Skuespillerne fra The Women (Annette Bening, Eva Mendes, Debra Messing, Jada Pinkett Smith, og Meg Ryan)

## Værste mandlige birolle
Pierce Brosnan i Mamma Mia!
- Uwe Boll (som sig selv) i Postal
- Ben Kingsley i The Love Guru, War, Inc., og The Wackness
- Burt Reynolds i Deal og In the Name of the King: A Dungeon Siege Tale
- Verne Troyer i The Love Guru og Postal

## Vlrste kvindelige birolle
Paris Hilton for Repo! The Genetic Opera
- Carmen Electra for Disaster Movie og Meet the Spartans
- Kim Kardashian for Disaster Movie
- Jenny McCarthy for Witless Protection
- Leelee Sobieski for 88 Minutes og In the Name of the King: A Dungeon Siege Tale

## Værste par på skærmen
Paris Hilton og enten Christine Lakin eller Joel David Moore i The Hottie and the Nottie
- Uwe Boll og «en hvilken som helst skuespiller, kamera eller manus» i 1968 Tunnel Rats, In the Name of the King: A Dungeon Siege Tale, og Postal
- Cameron Diaz og Ashton Kutcher i What Happens in Vegas
- Larry the Cable Guy og Jenny McCarthy i Witless Protection
- «Eddie Murphy INNE I Eddie Murphy» i Meet Dave

## Værste instruktør
Uwe Boll for 1968 Tunnel Rats, In the Name of the King: A Dungeon Siege Tale, og Postal
- Jason Friedberg og Aaron Seltzer for Disaster Movie og Meet the Spartans
- Tom Putnam for The Hottie and the Nottie
- Marco Schnabel for The Love Guru
- M. Night Shyamalan for The Happening

## Værste manus
The Love Guru (skrevet af Mike Myers og Graham Gordy)
- Disaster Movie og Meet the Spartans (sammen) (skrevet af Jason Friedberg og Aaron Seltzer)
- The Happening (skrevet af M. Night Shyamalan)
- The Hottie and the Nottie (skrevet af Heidi Ferrer)
- In the Name of the King: A Dungeon Siege Tale (manus af Doug Taylor)

## Værste forløber, remake, rip-off eller efterfølger
Indiana Jones og Krystalkraniets Kongerige (efterløper til Indiana Jones og det sidste korstog 
- The Day the Earth Stood Still (genskabelse af filmen fra 1951)
- Disaster Movie og Meet the Spartans (sammen) («et rip-off af alt»)
- Speed Racer (rip-off av TV-serien Speed Racer)
- Star Wars: The Clone Wars (efterløper til Star Wars Episode II: Klonerne angriber, forløber til Star Wars Episode III: Sithfyrstens hævn)

## Værste karrierevalg
- Uwe Boll